# ジェイミー・ヴァーディ
ジェイミー・リチャード・ヴァーディ（Jamie Richard Vardy, 1987年1月11日 - ）は、イングランドのサッカー選手。元イングランド代表。ポジションはフォワード。プレミアリーグ史上最年長得点王(33歳)。 
15歳から23歳まで身体障害者の補助器具を作る炭素繊維工場で働きながら、アマチュア選手として活動していた。

## クラブ経歴

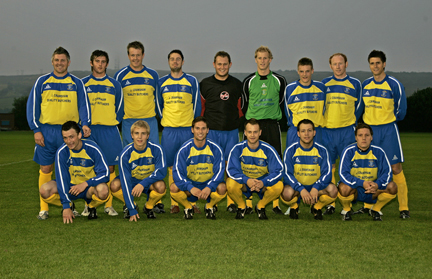
ストックスブリッジ・パーク・スティールズ時代のヴァーディ（2007年、後列右から3人目）

サウス・ヨークシャーのシェフィールドに生まれた。
幼い頃から大好きだったシェフィールド・ウェンズデイのユースに所属していたが、15歳の時に「身体が小さい」という理由でクビを宣告される。「大好きなチームに居られなくなって、本当にショックだった。最悪だよ。もっと悔しかったのが、追い出されて１か月くらいしてから、急に身長が伸びはじめたこと。20センチ以上も一気にね」と振り返った。

### ストックスブリッジ・パーク・スティールズ
8ヶ月間サッカーから離れた後の16歳の時に加入したストックスブリッジ・パーク・スティールズで、リザーブチームからガリー・メロウが指揮を執っていた2007年にトップチームデビューを果たした。
ヴァーディの活躍はフットボールリーグ所属チームの関心を寄せ、2009年にはクルー・アレクサンドラのトライアルを受けたが移籍は実現せず、ロザラム・ユナイテッドから提示された短期契約は断りを入れた。

### ハリファクス・タウン
2010年6月、長い間ヴァーディに注目していたハリファクス・タウンの監督であったニール・アスピンはヴァーディと契約を締結したことを発表した。2010年8月21日に行われたバクストン戦でデビューを果たすと、決勝点となるゴールを記録し、2-1の勝利に貢献した。ヴァーディは27ゴールでチーム内得点王となり、選手間投票によるクラブの年間最優秀選手に選出された。3-1で勝利したシーズン終盤のナントウィッチ・タウン戦ではハットトリックの期待がかかったが達成は逃した。クラブはノーザン・プレミアリーグのタイトルを獲得し、2011-12シーズンも開幕4試合で3ゴールを記録した。

### フリートウッド・タウン
2011-12シーズンも好調を維持し、2011年8月26日にヴァーディはカンファレンス・プレミアに所属していたフリートウッド・タウンと契約を結んだ（移籍金額は未公表）。同日に行われ、0-0で引き分けたヨーク・シティ戦でデビューを飾り、2011年9月3日に行われたケタリング・タウン戦で初ゴールを記録した。翌週に行われたゲーツヘッド戦では後半アディショナルタイムのゴールを含め、2ゴールを記録した。3戦目のエブスフリート・ユナイテッド戦で2ゴールを記録してから1ヶ月間ゴールからは遠ざかったが、10月18日に行われたアルフレトン・タウン戦ではハットトリックを達成した。この時点ではフリートウッド・タウンは首位を走っていたレクサムを追い抜くことのできる唯一の可能性を持っているチームと考えられており、11月12日に行われたFAカップ1回戦のウィコム・ワンダラーズ戦で、ヴァーディは2ゴールを挙げ、クラブ史上2度目となる2回戦進出を決めた。ヴァーディはハットトリックを達成したアルフレトン・タウン戦から11月26日に行われたゲーツヘッド戦まで5試合連続でゴールを挙げ、11月5日に行われたストックポート・カウンティ戦ではクラブ史上最高となる3,021人の観客動員数を記録した。
この時点でヴァーディはリーグの得点ランキングで3位に着けており、11月のカンファレンス・プレミアの月間最優秀選手に選出された。12月2日に行われたFAカップ3回戦のヨーヴィル・タウン戦は2-2で引き分けたが、12月13日に行われた再試合はテレビ中継され、ヴァーディは後半アディショナルタイムにチームの2ゴール目を記録し、2-0の勝利に貢献した。抽選の結果、4回戦は同じランカシャーに本拠を置くライバルであるブラックプールに決まった。
年が明けてもヴァーディは好調を維持し、2012年1月1日に行われ、6-0で勝利したサウスポート戦では2ゴールを挙げた。1月7日に行われたFAカップのブラックプール戦ではチーム記録となる5,092人の観客を動員したが、上位リーグに所属するブラックプールに5ゴールを許し、ヴァーディは1ゴールを記録したものの、チームは1-5で敗れた。
同月には対戦相手であったブラックプールからヴァーディに対し700,000ポンドで獲得のオファーが届いたが、これを断り、監督のミッキー・メロンと会長のアンディ・ピレイはチームの昇格のために少なくともシーズン終了まではヴァーディを在籍させ、1月の移籍市場において移籍させる意志はないことを表明した。最終的に優勝でシーズンを終えたフリートウッドはフットボールリーグ昇格を決め、ヴァーディは選手間投票によりクラブの年間最優秀選手に選出された。

### レスター・シティ
2012年5月17日、2012-13シーズンを前にヴァーディがレスター・シティに移籍することが発表された。移籍金100万ポンドはノン・リーグに所属するクラブが受け取る金額としては史上最高額であり、状況に応じて最高170万ポンドまで上がる契約となっていた。5月18日にヴァーディはレスターと2015年6月までとなる3年間の契約を結んだ。8月14日に行われたリーグカップのトーキー・ユナイテッド戦でデビューを飾り、チームの4ゴール目を記録した。8月25日に行われたブラックバーン・ローヴァーズ戦で初ゴールを記録したが、1年目のシーズンは結果を出せず、レスターのファンからソーシャルメディアを通して批判された結果、ヴァーディはサッカーから離れることまで検討したが、監督であったナイジェル・ピアソンとアシスタントコーチのクレイグ・シェイクスピアの説得を受けクラブに留まることとなった。翌シーズンのレスターは首位を快走し、その攻撃陣の中でヴァーディ自身も多彩なスコアラーとしての地位を確立した。2014年1月10日に行われ、4-1で勝利した首位を争っていた地元のライバルクラブであるダービー・カウンティ戦ではヴァーディはゴールとPKを獲得する活躍を見せ、この勝利によりチャンピオンシップの首位の座を確実なものとした。最終的にシーズンで16ゴールを記録したヴァーディは選手間投票によりクラブの年間最優秀選手に選ばれ、チームは1位でプレミアリーグ昇格を決めた。2014年8月19日、ヴァーディはクラブとの契約を2018年まで延長した。シーズン開幕からの2試合を怪我で欠場したヴァーディのプレミアリーグデビュー戦は8月31日に行われたアーセナル戦であり、後半から交代で出場し、チームは1-1で引き分けた。9月21日に行われたマンチェスター・ユナイテッド戦では1ゴール2アシストと2本のPKを獲得し、マン・オブ・ザ・マッチに選出された。試合は1-3とリードされた展開から5-3と逆転で勝利を挙げた。

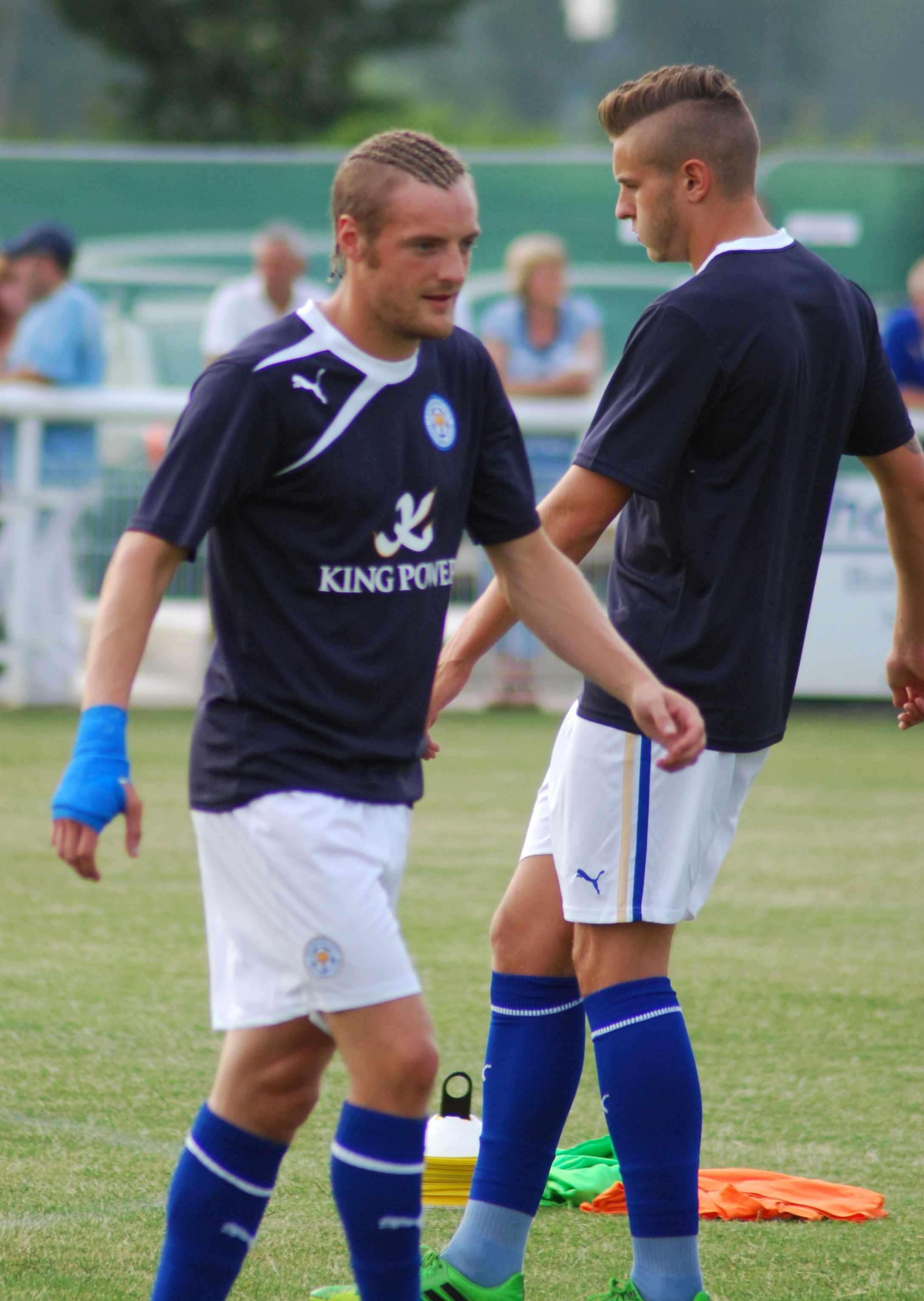
プレシーズンマッチ前のアップ中のヴァーディ（2013年）

2015年4月11日に行われたウェスト・ブロムウィッチ・アルビオン戦では90分に決勝ゴールを挙げ3-2の勝利に貢献し、4月25日に行われたバーンリー戦でも決勝ゴールを記録するなどの活躍が評価され、プレミアリーグ月間最優秀選手の候補に選出された。しかし、日本人への人種差別発言もありその後は社会問題にも発展。輝かしい経歴に泥を塗る結果となった。『ESPN』は「レスター・シティのイングランド代表ジェイミー・ヴァーディは、人種差別主義者というレッテルは一生つきまとうだろうと話した」と報じた。
2015-16シーズンはゴールを量産し、10月に行われた試合全てで得点を記録するなどの活躍が評価され、自身初となるプレミアリーグ月間最優秀選手賞を受賞した。さらに11月28日に行われた第14節のマンチェスター・ユナイテッド戦でもゴールを決め、ルート・ファン・ニステルローイの10試合の記録を超える11試合連続ゴールのプレミアリーグ新記録を達成した。最終的には24得点を挙げ、得点王のハリー・ケインには僅か1点差で及ばなかったものの、クラブにプレミアリーグ初優勝をもたらし、PFA年間ベストイレブンとFWA年間最優秀選手賞に選ばれた。
2016年6月23日、ビッグクラブへの移籍が噂されたが4年契約の延長が発表された。2016-17シーズンは不調で10試合ノーゴールであったが、12月10日のマンチェスター・シティ戦でハットトリックを決め、チームに勝利をもたらした。UEFAチャンピオンズリーグベスト16、セビージャ戦の1stレグではアウェイゴールを決め、その後2ndレグの試合に勝利したレスターが、チャンピオンズリーグベスト8進出に貢献した。
2017-18シーズン、11月28日トッテナム戦で得点、チームに勝利をもたらすと共に、リーグ戦通算100ゴールを記録。
2018-19シーズン、2019年3月9日のフルハム戦で2ゴールを決めたが、1ゴール目はレスターでの通算100ゴールであった。4月28日のアーセナル戦では2ゴールを挙げて勝利に貢献した。
2019-20シーズン、10月25日のサウサンプトン戦でチームメイトのペレスと共にハットトリックを決め9-0で勝利した。11月3日のクリスタル・パレス戦でもゴールを決め、11節を終えた時点で早くも10ゴールを決め、得点ランキング首位に立つ活躍で、プレミアリーグ10月の最優秀選手に選ばれるなど、イングランド代表のサウスゲート監督は代表への招集の可能性も示唆した。10月19日の第9節バーンリー戦以降続いていた自身の連続ゴールとチームの連勝記録は12月14日の第17節ノリッジ戦で1-1の引き分けに終わりバーディはセットプレーからのヘディングでゴールも、判定は相手キーパーのオウンゴールとなる。この結果、自身の連続ゴール記録は8戦連続ゴールでストップし、チームの連勝記録も8連勝止まりとなった。7月4日のクリスタル・パレス戦でゴールを決め、リーグ戦20得点の大台に乗せると共にプレミアリーグ通算100ゴールを達成した。後半戦は勢いを落としたものの、最終的には23得点を挙げ初の得点王を獲得。33歳での得点王は2009-10シーズンの元コートジボワール代表FWディディエ・ドログバ（当時32歳）を抜きプレミアリーグ史上最年長記録となった。
2020年8月26日、新たに2023年まで契約延長を締結した。2020-21シーズン、第3節のマンチェスター・シティ戦でハットトリックを決めた。2021年5月15日、FAカップ決勝チェルシー戦に出場し、史上初、予選ステージから全ラウンドでプレーした選手となった。
2021-22シーズン、9月19日、ブライトン戦にてレスターでの通算150ゴール目を決めた。怪我による離脱があり24試合の出場ながら14ゴールを挙げた。この数字はイングランド人選手としてはハリー・ケインに次いでリーグ第2位。2022年8月19日、2024年6月末まで契約を延長したことが発表された。2022-23シーズン、リーグ戦での得点はわずか3点に留まり、プレミアリーグでのシーズン連続2桁得点は7でストップ。クラブ全体のパフォーマンスも奮わず2部降格となった。2023-24シーズン、10年ぶりの参戦となった2部ではリーグ得点ランキング5位をつける18ゴールを上げ、リーグ優勝に貢献した。
2025年4月24日、今シーズン限りでクラブを退団することを発表した。レスターでのホーム最終戦かつ最後の出場となった2025年5月18日のイプスウィッチ・タウン戦では同シーズンの公式戦10点目をマークし、この試合をもってレスター在籍通算500試合出場、200得点とし、13年在籍したレスターを退団した。また、ヴァーディーの退団をもって奇跡の優勝時のメンバーは全員退団したこととなった。

## 代表経歴
アイルランド代表戦とUEFA EURO 2016予選のスロベニア代表戦に臨むイングランド代表メンバーが2015年5月21日に発表され、ヴァーディは初招集を受けた。6月7日にダブリンのアビバ・スタジアムで行われたアイルランド代表戦の残り15分にキャプテンのウェイン・ルーニーと交代で出場し、代表デビューを果たした。
2016年3月26日のドイツとの親善試合で代表初得点をあげた。同年のユーロフランス大会にも出場し、ウェールズ戦で得点を挙げた。
2018年ワールドカップロシア大会ではグループリーグ第3戦のベルギー戦で先発出場。その他3試合に途中出場した。ワールドカップ終了後の8月28日、イングランド代表の引退を表明した。

## プレースタイル
ヴァーディと同様にノン・リーグのクラブからプレミアリーグ、イングランド代表にまで上り詰めたイアン・ライトは2015年10月にヴァーディはUEFA EURO 2016において、1990 FIFAワールドカップにおけるサルヴァトーレ・スキラッチのような存在になり得ると話した。ライトはバーンリー時代のチームメイトであるミッキー・メロンがフリートウッド・タウンの監督を務めていた際にヴァーディと契約を結んだ時に初めて知り、監督からは運動量が豊富でファーストタッチが上手く、前線からの守備を怠らず、型にはまらず本能でプレイする選手だと伝えられた。
ヴァーディは絶えず走り続け、前線からのディフェンスに貢献する選手であり、スピードとパワーを備え、空中戦にも強く左右両足でゴールを狙うことができる。ガリー・ネヴィルはヴァーディについて、「チームの調子やリズムを整え、チームメイトにサボる言い訳を与えない。」と、ヴァーディがチームにどれだけ影響を与えているかということについて言及した。

## パーソナルライフ
ヴァーディは家具職人の父リチャード・ギルと当時まだ学生であったリサ・クルーズの間に生まれた。父親は別の女性との間に子どもを作り家から出て行き、母親はフィリップ・ヴァーディと再婚した。2015年11月に『メール・オン・サンデイ』紙に居場所を突き止められたギルは、息子がプロのサッカー選手になっていたことは知らなかったと話した。
プロになる前のノン・リーグ時代には身体障害者の補助器具である副木を作成する技師として働いていた。
2007年にパブの外で難聴の友人が馬鹿にされたのが原因で他のグループと殴り合いの喧嘩になり、暴行容疑で逮捕された。執行猶予はついたものの有罪が確定し、6か月間、所在がすぐに分かるように足首に電子タグを装着させられた。「たとえハンマーで叩いても壊れない電子タグだから、（ラフプレーが横行する下部リーグの）試合中はすね当て代わりになったけどね（笑）」とも話した。
ストックスブリッジ時代に、イギリス陸軍への入隊を本気で考えていた。地元シェフィールドの採用センターまで行ったものの、前述の前歴が影響し、志願を断念した。
2015年8月、『サン・オン・サンデイ』紙はヴァーディが1ヶ月前にカジノにおいて東アジア系の男性に向かって「ジャップ」と罵っている映像を公表した。ヴァーディは「間違ったことをした」と謝罪し、クラブから罰金処分と研修を受けさせられた。
2015年11月にヴァーディは「V9アカデミー」を開設した。1年に最大で60人のノン・リーグに所属する選手を集め1週間に渡るトレーニングをリーグのスカウトが見ている中で実施し、実力をアピールすることができるようになっている。同月にストックスブリッジ・パーク・スティールズはメインスタンドにヴァーディの名を冠することを発表した。2015年12月にレスターを拠点にする食品会社であるウォーカーズ社は、ヴァーディのプレミアリーグにおける連続ゴール記録を讃えて、「ヴァーディ塩味」の限定ポテトチップを製作した。

## 個人成績
2025年4月24日現在
| 所属クラブ                 | シーズン | リーグ                    | リーグ | リーグ | FAカップ | FAカップ | EFLカップ | EFLカップ | UCL  | UCL  | UEL  | UEL  | UECL | UECL | その他 | その他 | 合計 | 合計 |
| 所属クラブ                 | シーズン | リーグ                    | 試合   | 得点   | 試合     | 得点     | 試合      | 得点      | 出場 | 得点 | 試合 | 得点 | 試合 | 得点 | 試合   | 得点   | 試合 | 得点 |
| -------------------------- | -------- | ------------------------- | ------ | ------ | -------- | -------- | --------- | --------- | ---- | ---- | ---- | ---- | ---- | ---- | ------ | ------ | ---- | ---- |
| ストックスブリッジ・パーク | 2005-06  | NPL ディビジョン1         | 0      | 0      | 0        | 0        | —         | —         | —    | —    | —    | —    | —    | —    | 1      | 0      | 1    | 0    |
| ストックスブリッジ・パーク | 2006–07  | NPL ディビジョン1         | 3      | 0      | 1        | 0        | —         | —         | —    | —    | —    | —    | —    | —    | 0      | 0      | 4    | 0    |
| ストックスブリッジ・パーク | 2007-08  | NPL ディビジョン1・サウス | 29     | 10     | 3        | 1        | —         | —         | —    | —    | —    | —    | —    | —    | 5      | 3      | 37   | 14   |
| ストックスブリッジ・パーク | 2008–09  | NPL ディビジョン1・サウス | 33     | 16     | 2        | 1        | —         | —         | —    | —    | —    | —    | —    | —    | 12     | 5      | 47   | 22   |
| ストックスブリッジ・パーク | 2009–10  | NPL プレミア              | 23     | 14     | 1        | 2        | —         | —         | —    | —    | —    | —    | —    | —    | 2      | 3      | 26   | 19   |
| ストックスブリッジ・パーク | 合計     | 合計                      | 88     | 40     | 7        | 4        | —         | —         | —    | —    | —    | —    | —    | —    | 20     | 11     | 115  | 55   |
| ハリファクス・タウン       | 2010-11  | NPL プレミア              | 33     | 23     | 3        | 1        | —         | —         | —    | —    | —    | —    | —    | —    | 1      | 1      | 37   | 25   |
| ハリファクス・タウン       | 2011–12  | カンファレンス・ノース    | 4      | 3      | —        | —        | —         | —         | —    | —    | —    | —    | —    | —    | —      | —      | 4    | 3    |
| ハリファクス・タウン       | 合計     | 合計                      | 37     | 26     | 3        | 1        | —         | —         | —    | —    | —    | —    | —    | —    | 1      | 1      | 41   | 28   |
| フリートウッド・タウン     | 2011–12  | カンファレンス・プレミア  | 36     | 31     | 6        | 3        | —         | —         | —    | —    | —    | —    | —    | —    | —      | —      | 42   | 34   |
| レスター・シティ           | 2012–13  | チャンピオンシップ        | 26     | 4      | 2        | 0        | 1         | 1         | —    | —    | —    | —    | —    | —    | —      | —      | 29   | 5    |
| レスター・シティ           | 2013–14  | チャンピオンシップ        | 37     | 16     | 1        | 0        | 3         | 0         | —    | —    | —    | —    | —    | —    | —      | —      | 41   | 16   |
| レスター・シティ           | 2014-15  | プレミアリーグ            | 34     | 5      | 2        | 0        | 0         | 0         | —    | —    | —    | —    | —    | —    | —      | —      | 36   | 5    |
| レスター・シティ           | 2015–16  | プレミアリーグ            | 36     | 24     | 1        | 0        | 1         | 0         | —    | —    | —    | —    | —    | —    | —      | —      | 38   | 24   |
| レスター・シティ           | 2016-17  | プレミアリーグ            | 35     | 13     | 2        | 0        | 1         | 0         | 9    | 2    | —    | —    | —    | —    | 1      | 1      | 48   | 16   |
| レスター・シティ           | 2017–18  | プレミアリーグ            | 37     | 20     | 3        | 2        | 2         | 1         | —    | —    | —    | —    | —    | —    | —      | —      | 42   | 23   |
| レスター・シティ           | 2018–19  | プレミアリーグ            | 34     | 18     | 0        | 0        | 2         | 0         | —    | —    | —    | —    | —    | —    | —      | —      | 36   | 18   |
| レスター・シティ           | 2019–20  | プレミアリーグ            | 35     | 23     | 1        | 0        | 4         | 0         | —    | —    | —    | —    | —    | —    | —      | —      | 40   | 23   |
| レスター・シティ           | 2020–21  | プレミアリーグ            | 34     | 15     | 4        | 0        | 0         | 0         | —    | —    | 4    | 2    | —    | —    | —      | —      | 42   | 17   |
| レスター・シティ           | 2021–22  | プレミアリーグ            | 25     | 15     | 0        | 0        | 1         | 2         | —    | —    | 4    | 0    | 2    | 0    | 1      | 0      | 33   | 17   |
| レスター・シティ           | 2022–23  | プレミアリーグ            | 37     | 3      | 2        | 0        | 3         | 3         | —    | —    | —    | —    | —    | —    | —      | —      | 42   | 6    |
| レスター・シティ           | 2023–24  | チャンピオンシップ        | 35     | 18     | 1        | 1        | 1         | 1         | —    | —    | —    | —    | —    | —    | —      | —      | 37   | 20   |
| レスター・シティ           | 2024–25  | プレミアリーグ            | 35     | 9      | 1        | 1        | 0         | 0         | —    | —    | —    | —    | —    | —    | —      | —      | 36   | 10   |
| レスター・シティ           | 合計     | 合計                      | 440    | 181    | 20       | 4        | 19        | 8         | 9    | 2    | 8    | 2    | 2    | 0    | 2      | 1      | 500  | 200  |
| 通算                       | 通算     | 通算                      | 601    | 278    | 36       | 12       | 19        | 8         | 9    | 2    | 8    | 2    | 2    | 0    | 3      | 2      | 695  | 317  |

1. 1 2  FAコミュニティ・シールドへの出場

## 代表歴

### 出場大会
- イングランド代表
  - 2016年 - UEFA EURO 2016（ベスト16）
  - 2018年 - 2018 FIFAワールドカップ（4位）

### 試合数
- 国際Aマッチ 26試合 7得点（2015年-2018年）[53]

| イングランド代表 | 国際Aマッチ | 国際Aマッチ |
| 年               | 出場        | 得点        |
| ---------------- | ----------- | ----------- |
| 2015             | 4           | 0           |
| 2016             | 10          | 5           |
| 2017             | 5           | 1           |
| 2018             | 7           | 1           |
| 通算             | 26          | 7           |

### 得点
| # | 開催日         | 開催地                                                   | 対戦国     | スコア | 結果 | 大会                                    |
| - | -------------- | -------------------------------------------------------- | ---------- | ------ | ---- | --------------------------------------- |
| 1 | 2016年3月26日  | ベルリン、ベルリン・オリンピアシュタディオン             | ドイツ     | 2–3    | 2–3  | 親善試合                                |
| 2 | 2016年3月29日  | ロンドン、ウェンブリー・スタジアム                       | オランダ   | 2–1    | 2–1  | 親善試合                                |
| 3 | 2016年5月22日  | マンチェスター、シティ・オブ・マンチェスター・スタジアム | トルコ     | 2–1    | 2–1  | 親善試合                                |
| 4 | 2016年6月16日  | ランス、スタッド・フェリックス・ボラール                 | ウェールズ | 1–1    | 2–1  | UEFA EURO 2016                          |
| 5 | 2016年11月15日 | ロンドン、ウェンブリー・スタジアム                       | スペイン   | 2–0    | 2–2  | 親善試合                                |
| 6 | 2017年3月26日  | ロンドン、ウェンブリー・スタジアム                       | リトアニア | 2–0    | 2–0  | 2018 FIFAワールドカップ・ヨーロッパ予選 |
| 7 | 2018年3月27日  | ロンドン、ウェンブリー・スタジアム                       | イタリア   | 1–0    | 1–1  | 親善試合                                |

## タイトル

### クラブ
ハリファクス・タウン
- ノーザンプレミアリーグ・プレミアディヴィジョン：2010-11

フリートウッド・タウン
- カンファレンス・プレミア：2011-12

レスター・シティ
- EFLチャンピオンシップ：2013-14，2023-24
- プレミアリーグ：2015-16
- FAカップ：2020-21
- FAコミュニティ・シールド：1回（2021年）

### 個人
- カンファレンス・プレミア月間最優秀選手：2011年11月
- カンファレンス・プレミア得点王：2011-12
- レスター・シティ年間最優秀選手（選手間投票による）：2013-14, 2019-20
- レスター・シティ年間最優秀選手 2019-20
- プレミアリーグ月間最優秀選手：2015年10月、2015年11月、2019年4月、2019年10月
- プレミアリーグ最優秀選手賞：2015-16
- PFA年間ベストイレブン：1回（2016年）
- FWA年間最優秀選手賞：2015-16
- プレミアリーグ得点王:1回（2019-20）